# Raionul Veselînove, Mîkolaiiv
Veselînove (în ucraineană Веселинівський район, transliterat: Veselînivskîi raion) este un raion în regiunea Mîkolaiiv, Ucraina. Reședința sa este așezarea de tip urban Veselînove.

## Demografie
Componența lingvistică a raionului Veselînove
     Ucraineană (92,74%)
     Rusă (5,47%)
     Română (1,12%)
     Alte limbi (0,27%)
Conform recensământului din 2001, majoritatea populației raionului Veselînove era vorbitoare de ucraineană (92,74%), existând în minoritate și vorbitori de rusă (5,47%) și română (1,12%).